# Мишигдорж Нямын
Мишигдорж Нямын  (род. 1 августа 1940 года в сомоне Дурвелжин Завханского аймака Монголии) — монгольский государственный деятель, дипломат.

## Биография
В 1965 году окончил Московский экономико-статистический институт, кандидат экономических наук.
С 1965 по 1968 год — экономист Центрального статистического управления МНР.
С 1968 по 1972 год — референт Правительства МНР.
С 1972 по 1988 год — инструктор, зам заведующего отделом, заведующий отделом ЦК Монгольской народной революционной партии.
С 1988 по 1990 год — секретарь ЦК МНРП.
С 1990 по 1994 год — чрезвычайный полномочный посол МНР в СССР и Российской Федерации.
С 1994 по 1996 год — директор Управления по обслуживанию дипломатического корпуса при МИД Монголии (г. Улан-Батор).
С 1996 по 1999-й — старший советник политического Департамента Министерства внешних сношений Монголии.
С 1999 по 2003 год — генеральный консул Монголии в г. Улан-Удэ (Россия).

## Семья
Женат, имеет дочь.

## Награды
- Орден Дружбы (6 сентября 2001, Россия) — за большой вклад в развитие и укрепление российско-монгольских дружественных связей[1].